# 리틀 글리 몬스터

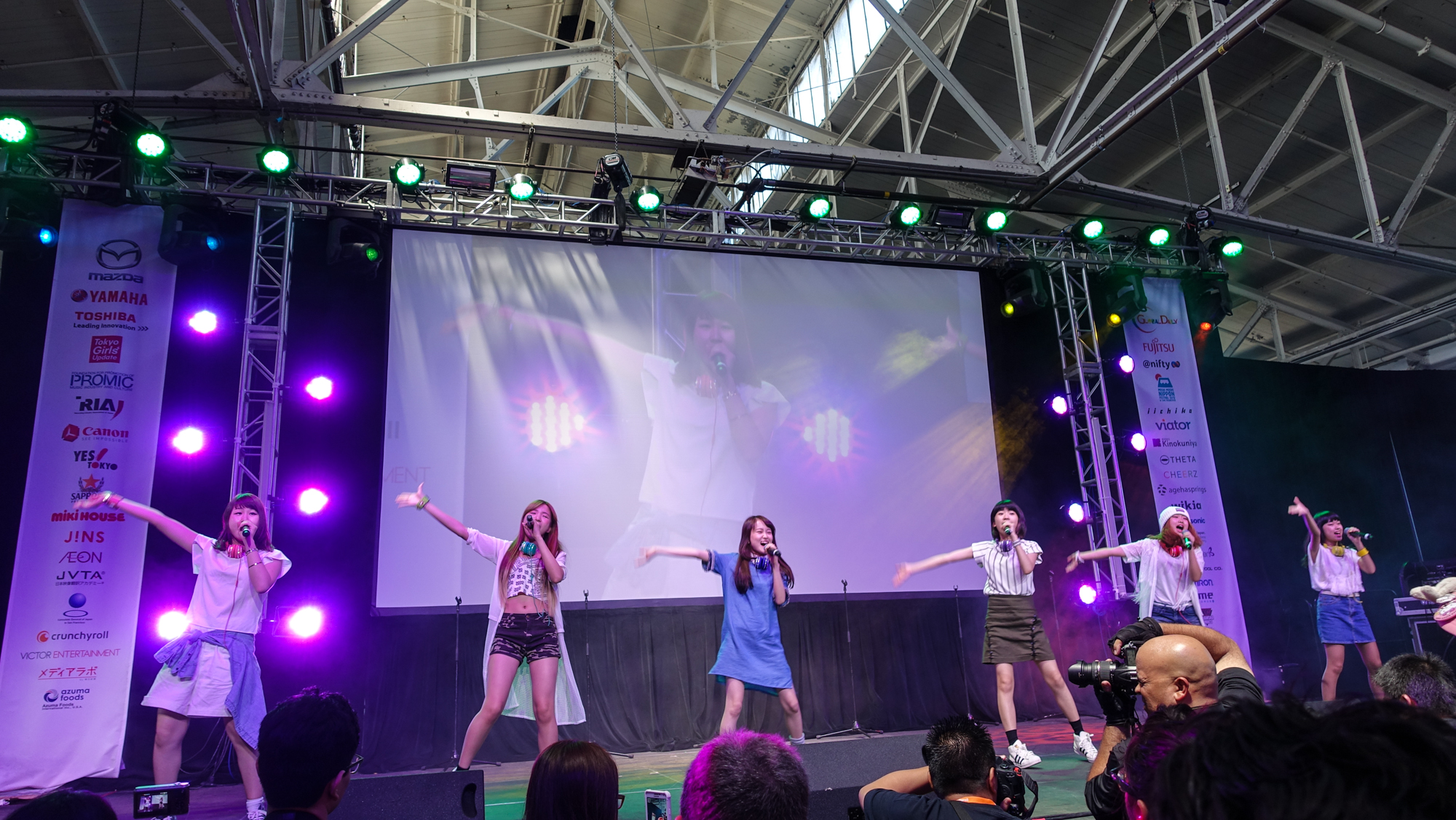

리틀 글리 몬스터(リトル グリー モンスター, Little Glee Monster)는 2013년에 결성된 일본의 걸 보컬 그룹이다. 현재 이 그룹은 고바야시 아사히, 요시다 마유, 코가 카렌, 후지히라 미카, 나가이 유미, 아이다 카말라 미유로 구성되어 있다. 그들은 소니 뮤직 엔터테인먼트 재팬과 계약을 맺고 2014년에 데뷔 싱글 "Houkago High Five"를 발매했다. 다섯 번째 앨범인 Flava는 가장 성공적인 앨범으로 오리콘과 일본 빌보드 차트 모두 1위에 올랐으며, 일본음반산업협회 10만장 판매를 이루었다. 2018년에는 2018 MTV 유럽 뮤직 어워드에서 최우수 일본 연기상을 수상했다. 2022년 7월, 건강상의 이유로 원래 멤버 2명이 장기간 부재하고 최종적으로 사임한 후, 와타나베 엔터테인먼트와 소니 뮤직은 새로운 멤버 오디션을 위해 '몬스터 그루브 랩'을 공동으로 설립했다. 오디션 과정을 거쳐 2022년 11월 3명의 신인 가수가 합류하게 되었다.

## 구성원

### 현재 구성원
- 고바야시 아사히
- 요시다 마유
- 카렌 코가
- 후지히라 미카
- 나가이 유미
- 카말라 미유 아이다

### 과거 구성원
- 사카모토 유카
- 요시무라 리나
- 마주 아라이
- 하세가와 세리나
- 마나카 후쿠모토